# Armorial des familles basques (J)
Cet article décrit l'armorial des familles basques par ordre alphabétique et concerne les familles dont les noms commencent par la lettre « J ».

## Blasonnements

### J
Famille Jabaritz (Navarre) :
| Blason | Blasonnement : D'argent à six coquilles de sinople posées 2, 1, 2 et 1. Note : Les blasonnements de cette page sont tous issus de cet ouvrage qui cite également d'autres sources. |

Famille Jabat (vallée d'Aezcoa) :
| Blason | Blasonnement : D'or à l'aigle de sable. Alias : d'or au lion de gueules surmonté d'une étoile d'argent. Note : Les blasonnements de cette page sont tous issus de cet ouvrage qui cite également d'autres sources,. Commentaires : Juan Gabriel Jabat, natif d'Ochagavia, chevalier de l'Ordre de Charles III en 1819. |

Famille Jacoisti (Navarre) :
| Blason | Blasonnement : D'azur à trois barres d'or, et une fasce du même enchaînée à elles, adextrées d'un flanchis d'or surmonté d'une étoile d'argent. Note : Les blasonnements de cette page sont tous issus de cet ouvrage qui cite également d'autres sources Commentaires : Maison noble au lieu de ce nom, à Urraul Alto, à l'est d'Aoiz. |

Famille Janariz (Navarre) :
| Blason | Blasonnement : D'argent à trois coquilles d'azur, 2 et 1. Alias : cinq coquilles d'azur en sautoir. Alias : six coquilles de sinople, 2, 1, 2 et 1. Note : Les blasonnements de cette page sont tous issus de cet ouvrage qui cite également d'autres sources. Commentaires : Maison noble au lieu de ce nom, à Lizoain, à l'est de Pampelune. |

Famille Jaques (Navarre) :
| Blason | Blasonnement : Échiqueté d'argent et de gueules, les pièces d'argent chargées de cinq mouchetures d'hermines de sable en sautoir. Note : Les blasonnements de cette page sont tous issus de cet ouvrage qui cite également d'autres sources Commentaires : Nom d'origine française. Une maison noble de ce nom existait à Pampelune. |

Famille Jassou (Jaxu) :
| Blason | Blasonnement : D'or à l'arbre de sinople, senestré d'un ours dressé de sable, appuyé contre le tronc de l'arbre. Note : Les blasonnements de cette page sont tous issus de cet ouvrage qui cite également d'autres sources; Commentaires : Il s'agirait de la famille de saint François Xavier, fils d'un seigneur de Jassou, dont l'origine généalogique a été établie par les jésuites de Moret et d'Alesson, auteurs des Annales de Navarre. |

Famille Jauffret (Bayonne) :
Famille Jauregui (Vallée du Baztan) :
| Blason | Blasonnement : De... à deux loups de sable, accompagnés de quinze flanchis de... posés en orle. Alias : d'argent à la bande de sinople. Note : Les blasonnements de cette page sont tous issus de cet ouvrage qui cite également d'autres sources Commentaires : Agustin de Jauregui y Aldecoa, baptisé à Lecaroz en 1711, écuyer de Philippe V, roi d'Espagne, capitaine de dragons, chevalier de Saint-Jacques en 1733, maréchal des armées royales, gouverneur du Chili de 1773 à 1780 et vice-roi du Pérou de 1780 à 1784, décédé à Lima. |

Famille Jauréguiberry (Ascain) :
| Blason | Blasonnement : Note : Les blasonnements de cette page sont tous issus de cet ouvrage qui cite également d'autres sources ; Commentaires : Famille de corsaires ayant produit deux amiraux, dont la filiation est établie depuis Martin Jauréguiberry, propriétaire à Ascain, décédé avant 1713, dont le fils Michel Jauréguiberry, charpentier de navires à Ascain. |

Famille Jauréguiberry de Libarrenx (Soule) :
| Blason | Blasonnement : D'azur au cerf arrêté d'argent ; à la bordure d'or chargée de quatre chaudrons de sable alternant avec quatre loups du même. Note : Les blasonnements de cette page sont tous issus de cet ouvrage qui cite également d'autres sources. |

Famille Jaureguizar (vallée  du Baztan) :
| Blason | Blasonnement : Échiqueté d'argent et de sable (armes de la vallée) ; à la bordure de gueules chargée de huit flanchis d'or. Note : Les blasonnements de cette page sont tous issus de cet ouvrage qui cite également d'autres sources Commentaires : Palacio à Irurita dont Lope de Jaureguizar était seigneur en 1343. |

Famille Jaureguy (Basse-Navarre) :
| Blason | Blasonnement : D'argent à quatre loups passants de sable. Note : Les blasonnements de cette page sont tous issus de cet ouvrage qui cite également d'autres sources. |

Famille Jaureguy (Ascombeguy) :
| Blason | Blasonnement : D'or à cinq cotices de gueules ; à la bordure du même chargée de douze flanchis d'or. Note : Les blasonnements de cette page sont tous issus de cet ouvrage qui cite également d'autres sources ; Commentaires : Il existait en Navarre deux "barons anciens", les seigneurs de Gramont et de Luxe, issus de la vicomté de Tartas, en Gascogne. |

Famille Jaurola (vallée du Baztan) :
| Blason | Blasonnement : D'or à la bande bretessée de gueules. Note : Les blasonnements de cette page sont tous issus de cet ouvrage qui cite également d'autres sources Commentaires : Maison noble a Elvetea. |

Famille Jaurrieta (vallée de Salazar) :
| Blason | Blasonnement : D'argent à l'aigle de sable. Alias : de gueules et l'aigle d'or. Note : Les blasonnements de cette page sont tous issus de cet ouvrage qui cite également d'autres sources Commentaires : Maison noble de ce nom dans la localité de Salazar. |

Famille Javier (Navarre) :
| Blason | Blasonnement : Coupé, au 1 de gueules au croissant renversé échiqueté d'or et de sable ; au 2 d'argent à la fasce échiquetée d'or et de sable de deux tires. Note : Les blasonnements de cette page sont tous issus de cet ouvrage qui cite également d'autres sources Commentaires : La famille de Javier (Xavier), dont est issu saint François Xavier (1506-1552), est originaire de cette localité et fut créée comtes de Javier par le roi Philippe IV le 26 août 1625. |

Famille Jimenez de Lesaka (Bortziriak) :
| Blason | Blasonnement : D'argent à l'ancre d'azur. Note : Les blasonnements de cette page sont tous issus de cet ouvrage qui cite également d'autres sources Commentaires : Maison noble à Lesaka. |

Famille Joantho du Gehant (Soule) :
| Blason | Blasonnement : Parti, au 1 de gueules au niveau de maçon d'argent surplombant un cœur du même, qui est Joantho ; au 2, coupé en chef d'or plain, au chef d'azur à trois étoiles d'or, qui est Neurisse ; et en pointe d'azur à une tour d'argent accostée à dextre d'un lion d'or, et à senestre d'un lion d'argent, qui est Etchegoyen. Note : Les blasonnements de cette page sont tous issus de cet ouvrage qui cite également d'autres sources. |

Famille Johanne de La Carre (Mauléon) :
| Blason | Blasonnement : Écartelé, aux 1 et 4 de gueules au lion d'or : aux 2 et 3 parti d'azur à trois fasces d'or, et de sable à trois coquilles d'argent. Note : Les blasonnements de cette page sont tous issus de cet ouvrage qui cite également d'autres sources. Commentaires : Filiation établie depuis Évenot, sieur de Johanne, notaire royal et jurat de Mauléon. |

Famille Jolimont (Urrugne) :
| Blason | Blasonnement : Note : Les blasonnements de cette page sont tous issus de cet ouvrage qui cite également d'autres sources ; Commentaires : La terre de Jolimont lui érigée en vicomte par lettres du roi Louis XIV, en 1694, en faveur de Jean Peritz de Haraneder. |

Famille Jorajuria (Bortziriak) :
| Blason | Blasonnement : De sinople à deux loups de sable posés l'un sur l'autre. Note : Les blasonnements de cette page sont tous issus de cet ouvrage qui cite également d'autres sources Commentaires : Famille de Bera, établie en Labourd. |

Famille Jorondorena (vallée du Baztan) :
| Blason | Blasonnement : Échiqueté d'argent et de sable. Note : Les blasonnements de cette page sont tous issus de cet ouvrage qui cite également d'autres sources Commentaires : Maison noble à Elvetea, qui porte les armes de la vallée. |

Famille Justiz (Fontarrabie) :
| Blason | Blasonnement : Écartelé, aux 1 et 4 d'azur au château d'or accosté de deux lions du même ; aux 2 et 3 de gueules à une bande d'or engoulée de deux têtes de dragons de sinople, lampassés de gueules. A la bordure générale d'azur chargée de huit étoiles d'or. Note : Les blasonnements de cette page sont tous issus de cet ouvrage qui cite également d'autres sources. Commentaires : Maison noble sur les pentes du mont Jaizquibel. Confirmation de noblesse en 1613. Marquis de Justiz. |